# Catedral de la Asunción (Poltava)
La catedral de la Asunción (en ucraniano: Свято-Успенський кафедральний собор) es un catedral ortodoxa ucraniana que se sitúa en Poltava, en el óblast de Poltava de Ucrania. El templo es la sede de la eparquía de Poltava y se trata de un ejemplo notable de arquitectura de estilo barroco ucraniano del siglo XVIII.   

## Historia
Antes de la construcción de la catedral, junto a este lugar se encontraba la iglesia de la Asunción en madera, con pruebas de su existencia ya en 1695.
En 1748, el anciano cosaco y cacique de la ciudad Ilia Volhovski, representantes de la iglesia y de las comunidades de la ciudad firmaron un contrato con el arquitecto de Nueva Serbia, Stefan Stabanski. La construcción no comenzó hasta 1751 y duró hasta 1770, aunque casi 10 años después, hacia 1780. la catedral fue reconstruida. En 1774 se inició la construcción del campanario, que se retrasó 27 años por falta de fondos y se completó en 1801.
En 1899-1900, se tomó la decisión de ampliar la catedral: se completó el vestíbulo: los coros se trasladaron hacia el oeste, la catedral se volvió más luminosa y espaciosa. Después de que la silla episcopal fuera trasladada de Pereyáslav a Poltava en 1847, el templo se convirtió en catedral. 
En 1934, la catedral fue destruida por orden del Comité Regional del PCUS y sólo se conservó el campanario.
Después del colapso de la Unión Soviética, varias iglesias, incluida la iglesia ortodoxa rusa, comenzaron a reclamar el campanario. Al final, fue entregado a la iglesia ortodoxa ucraniana, y el 7 de abril de 1992 se celebró el primer servicio en el campanario. Pronto surgió la cuestión de la reconstrucción de la propia catedral, y el ayuntamiento permitió la planificación de la obra el 24 de febrero de 1993. El 26 de septiembre de 2003, el templo volvió a ser inaugurado. Sin embargo, la construcción tuvo importantes violaciones del proyecto, lo que provocó una brutal distorsión del monumento.

## Galería

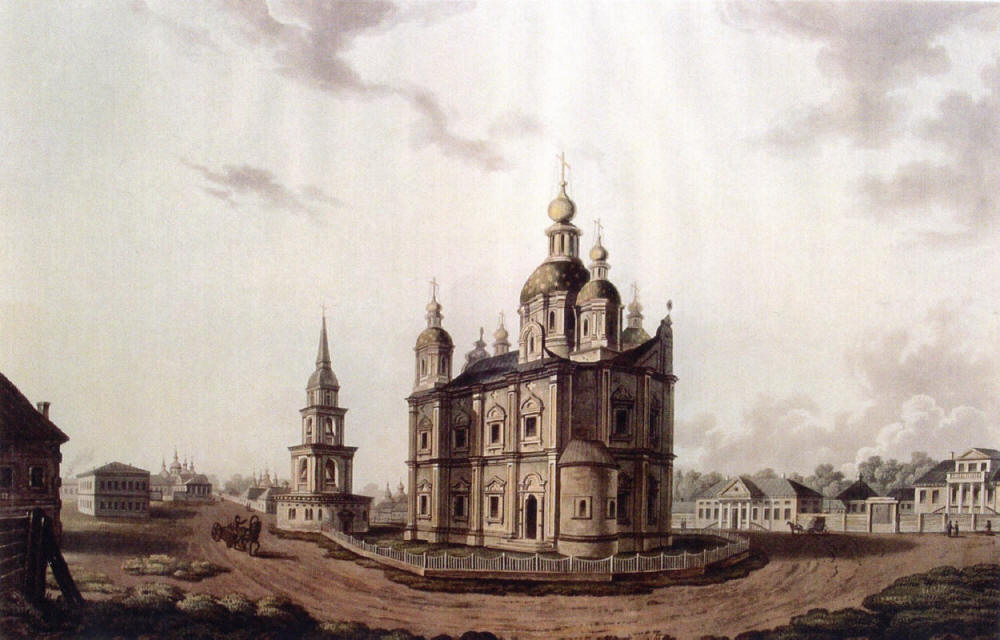
Catedral en el siglo XIX
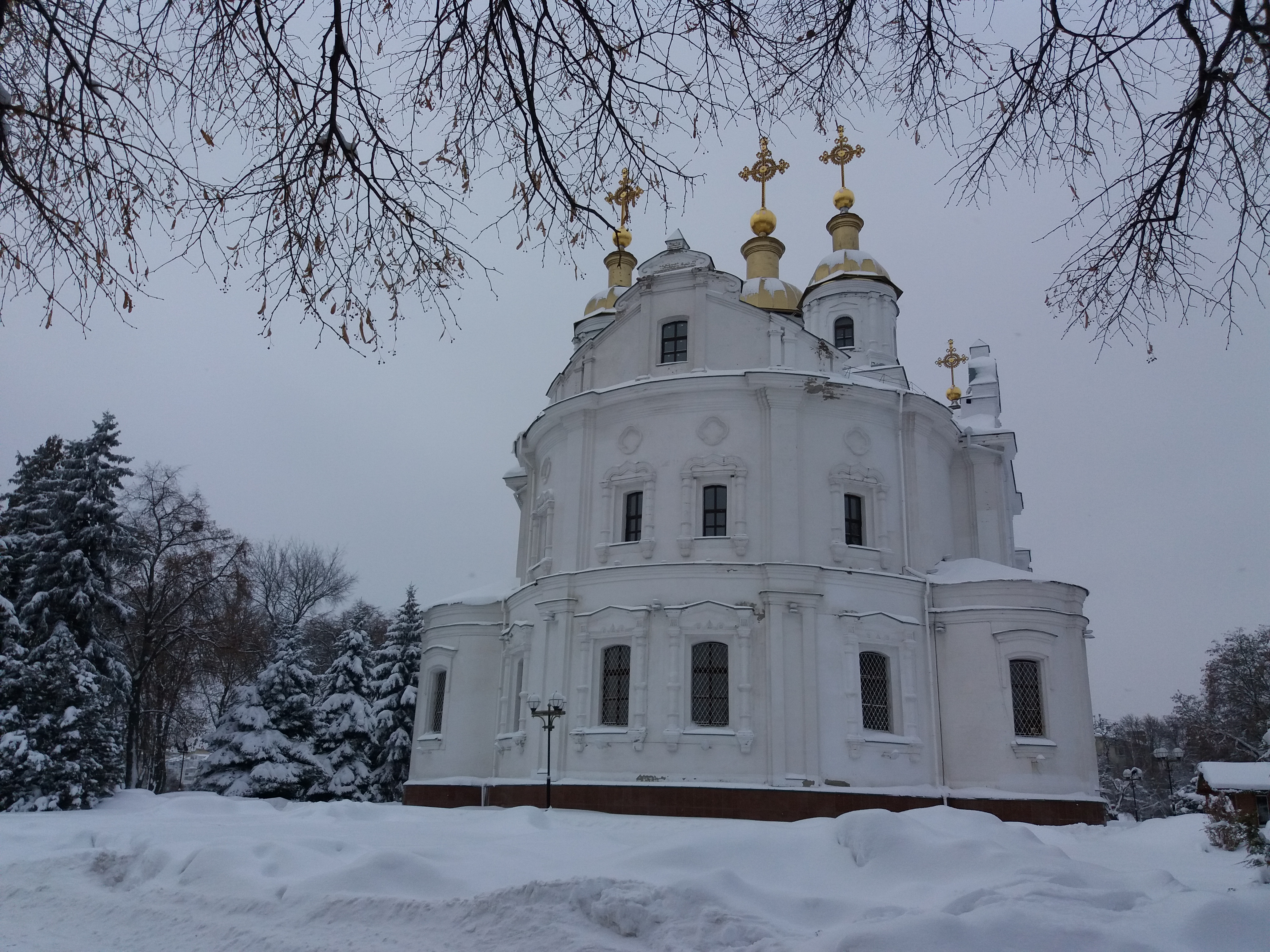
Parte trasera de la catedral
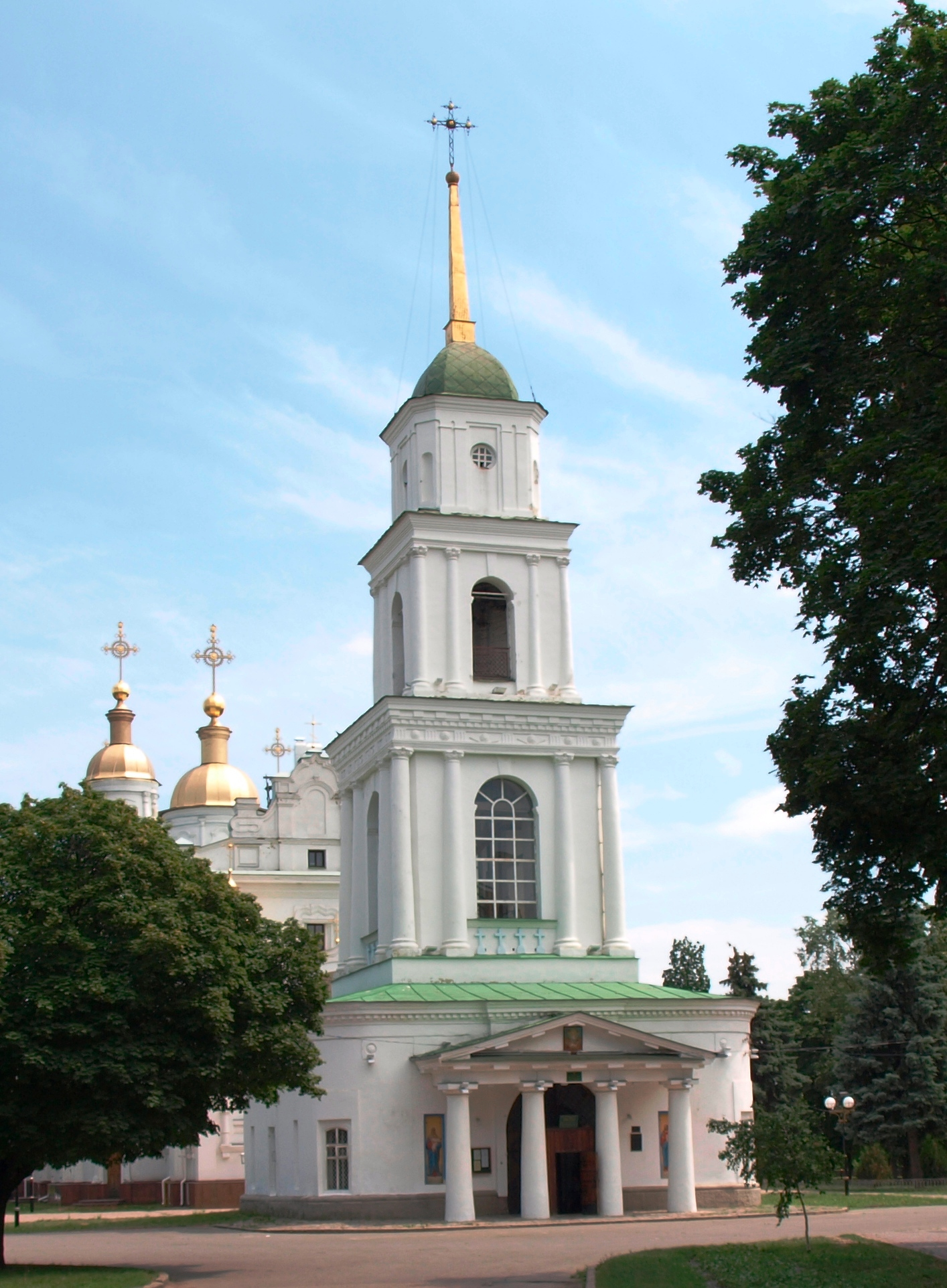
Campanario
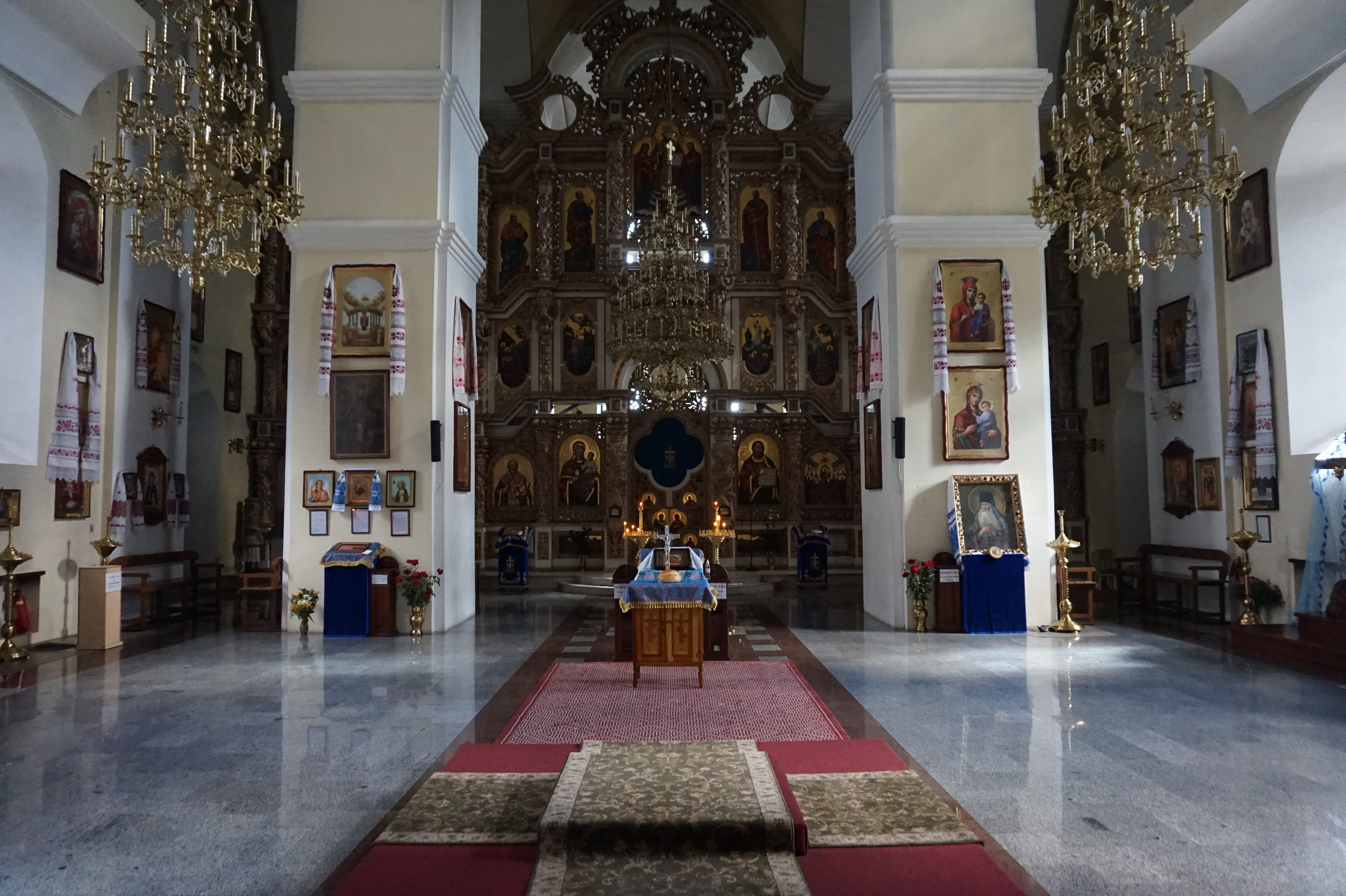
Interior de la catedral